# Віктор Гомес Переа
Віктор Гомес Переа (ісп. Víctor Gómez Perea; 1 квітня 2000) — іспанський футболіст, правий захисник клубу «Еспаньйол». На умовах оренди грає за португальський клуб «Брага».

## Клубна кар'єра
Уродженець Улеза-да-Монсаррат, провінція Барселона, Гомес почав кар'єру в місцевій команді ЕФО 87. Також грав у молодіжних командах «Еспаньйола», «Барселони» і «Дамма». 2015 року повернувся до «Еспаньйола». 25 березня 2017 року дебютував у складі «Еспаньйола B» (резервної команди «Еспаньйола») в матчі Сегунди Б проти клубу «Вільярреал Б».
20 жовтня 2019 року Гомес дебютував в основному складі «Еспаньйола» в матчі іспанської Ла-Ліги проти «Вільярреала».

## Кар'єра в збірній
2017 року в складі збірної Іспанії до 17 років виграв юнацький чемпіонат Європи, який відбувся в Хорватії.
2018 року в складі збірної до 18 років здобув золото на футбольному турнірі Середземноморських ігор.
2019 року в складі збірної Іспанії до 19 років виграв юнацький чемпіонат Європи, який відбувся у Вірменії.

## Статистика виступів

### За клуб
Станом на 2 листопада 2019
| Сезон              | Клуб               | Чемпіонат          | Чемпіонат | Чемпіонат | Національний кубок | Національний кубок | Національний кубок | Міжнародний кубок | Міжнародний кубок | Міжнародний кубок | Інші кубки | Інші кубки | Інші кубки | Загалом | Загалом | Загалом |
| Сезон              | Клуб               | Назва              | Ігри      | Голи      | Назва              | Ігри               | Голи               | Назва             | Ігри              | Голи              | Назва      | Ігри       | Голи       | Ігри    | Голи    |         |
| ------------------ | ------------------ | ------------------ | --------- | --------- | ------------------ | ------------------ | ------------------ | ----------------- | ----------------- | ----------------- | ---------- | ---------- | ---------- | ------- | ------- | ------- |
| 2016-2017          | Еспаньйол Б        | СДБ                | 4         | 0         |                    | -                  | -                  |                   | -                 | -                 |            | -          | -          | 4       | 0       |         |
| 2017-2018          | Еспаньйол Б        | ТД                 | 30        | 1         |                    | -                  | -                  |                   | -                 | -                 |            | -          | -          | 30      | 1       |         |
| 2018-2019          | Еспаньйол Б        | СДБ                | 34        | 1         |                    | -                  | -                  |                   | -                 | -                 |            | -          | -          | 34      | 1       |         |
| 2019-2020          | Еспаньйол Б        | СДБ                | 6         | 1         |                    | -                  | -                  |                   | -                 | -                 |            | -          | -          | 6       | 1       |         |
| 2019-2020          | «Еспаньйол»        | ПД                 | 4         | 0         | КІ                 | 0                  | 0                  | ЛЄ                | 0                 | 0                 |            | -          | -          | 4       | 0       |         |
| Загалом за кар'єру | Загалом за кар'єру | Загалом за кар'єру | 78        | 3         |                    | 0                  | 0                  |                   | 0                 | 0                 |            | -          | -          | 78      | 3       |         |

## Досягнення
Брага
- Володар Кубка португальської ліги: 2023-24

Збірна Іспанії (до 19 років)
- Переможець чемпіонату Європи до 19 років: 2019

Збірна Іспанії (до 18 років)
- Переможець Середземноморських ігор: 2018

Збірна Іспанії (до 17 років)
- Переможець чемпіонату Європи до 17 років: 2017
- Друге місце на юнацькому чемпіонаті світу: 2017